# Stazione di Cittadella
La stazione di Cittadella è una stazione ferroviaria posta all'incrocio delle linee Bassano-Padova e Vicenza-Treviso, a servizio dell'omonima città.

## Storia
La stazione fu inaugurata nel 1877 all'apertura delle linee Bassano-Padova e Vicenza-Treviso, costruite e gestite dalla Società Veneta.

## Strutture e impianti
Il complesso ferroviario si compone di un fabbricato viaggiatori.
La stazione è dotata di 5 binari passanti a servizio viaggiatori, serviti da marciapiede con pensilina.
I rimanenti fasci di binari sono utilizzati come scalo merci e a scopo di smistamento dei numerosi convogli merci che servono le locali aziende di lavorazione dell'acciaio Metalservice S.p.a. e del gruppo Gabrielli S.p.a. nonché quelli in transito.

## Movimento
La stazione è servita da treni regionali svolti da Trenitalia nell'ambito del contratto di servizio stipulato con le regioni interessate. Il servizio Frecciabianca (precedentemente intercity) Udine - Milano Centrale che fermava nella stazione di Cittadella è stato cancellato .
Le linee attive in questa stazione sono:
- regionali Padova - Camposampiero - Cittadella - Bassano del Grappa
- regionali Vicenza - Cittadella - Castelfranco Veneto - Treviso Centrale
- regionale Bassano del Grappa - Cittadella - diretto Vicenza (attivo dal 2022, con 5 collegamenti al giorno) [2]

## Servizi
La stazione dispone di:
- Bar edicola con rivendita biglietti
- Biglietteria automatica
- Sala d'attesa
- Servizi igienici

## Interscambi
Nei pressi della stazione sono presenti delle fermate di autobus extraurbani servite da Busitalia Veneto (linee per Padova, Bassano del Grappa) e Mobilità di Marca (linee per Treviso, Castelfranco Veneto, Vicenza). La fermata attigua alla stazione è servita dalla linea Bassano del Grappa - Padova (direzione Bassano in via Borgo Padova incrocio viale della stazione, mentre per la direzione Padova la fermata è nella stessa via ma all'incrocio con via Petrarca). Nella fermata in Riva dell'Ospedale sono presenti anche i servizi della linea Vicenza - Treviso serviti da MOM (per la direzione Treviso, mentre per la direzione opposta la fermata è in via Borgo Vicenza).
- Fermata autobus